# Kazuki Nishiya
Kazuki Nishiya (jap. 西谷 和希, Nishiya Kazuki; * 5. Oktober 1993 in Mashiko, Präfektur Tochigi) ist ein japanischer Fußballspieler.

## Karriere
Kazuki Nishiya erlernte das Fußballspielen in der Universitätsmannschaft der Ryūtsū-Keizai-Universität. Seinen ersten Vertrag unterschrieb er 2016 beim Tochigi SC. Der Verein aus Utsunomiya, einer Stadt in der Präfektur Tochigi, spielte in der dritten Liga, der J3 League. 2016 und 2017 wurde er mit dem Verein Vizemeister der J3. Ende 2017 stieg er mit dem Klub in die zweite Liga auf. Ende 2019 verließ er den Verein und schloss sich Anfang 2020 dem Ligakonkurrenten Tokushima Vortis aus Tokushima an. Mit Vortis feierte er 2020 die Zweitligameisterschaft und den Aufstieg in die erste Liga. Nach nur einer Saison musste er mit Vortis als Tabellensiebzehnter wieder in die zweite Liga absteigen. Nach 144 Ligaspielen wurde sein Vertrag nach der Saison 2023 nicht verlängert. Nach kurzer Vereinslosigkeit nahm ihn im Juli 2024 der Drittligist Zweigen Kanazawa unter Vertrag.

## Erfolge
Tochigi SC
- Japanischer Drittligavizemeister: 2016, 2017  ▲

Tokushima Vortis
- Japanischer Zweitligameister: 2020  ▲